# Hordașivka, Talne
Hordașivka (în ucraineană Гордашівка) este o comună în raionul Talne, regiunea Cerkasî, Ucraina, formată numai din satul de reședință.

## Demografie
Componența lingvistică a comunei Hordașivka
     Ucraineană (98,58%)
     Rusă (1,24%)
     Alte limbi (0,09%)
Conform recensământului din 2001, majoritatea populației comunei Hordașivka era vorbitoare de ucraineană (98,58%), existând în minoritate și vorbitori de rusă (1,24%).